# پایکس کریک (پنسیلوانیا)
پایکس کریک (به انگلیسی: Pikes Creek) یک منطقهٔ مسکونی در ایالات متحده آمریکا است که در شهرستان لوزرن، پنسیلوانیا واقع شده‌است. پایکس کریک ۳٫۳ کیلومتر مربع مساحت و ۲۶۹ نفر جمعیت دارد.